# Губа (Вологодская область)
Губа — деревня в Белозерском районе Вологодской области.
Входит в состав Гулинского сельского поселения, с точки зрения административно-территориального деления — в Кукшевский сельсовет.
Расположена на берегу Ворбозомского озера. Расстояние до районного центра Белозерска по автодороге — 32 км, до центра муниципального образования деревни Никоновская по прямой — 11 км. Ближайшие населённые пункты — Гора, Кузьминка, Кукшево.
По переписи 2002 года население — 11 человек.